# Prosper de Troyer
Pour les articles homonymes, voir De Troyer.
Prosper de Troyer, né à Destelbergen le 25 décembre 1880 et mort à Duffel le 1er juin 1961, est un peintre belge. Il se lie d'amitié avec, entre autres, Michel de Ghelderode (de qui il a « appris à connaître le mauvais côté de la vie »), Alfred Ost, Félix de Boeck, Georges Marlier, Frans Mertens et Edmond Grégoire.

## Biographie
Prosper de Troyer est né dans une famille de douze enfants le jour de Noël, dans une grange entourée d'eau par suite de la rupture de la digue de l'Escaut, que son père tente de réparer. Il reçoit sa première formation à l'école Saint-Luc d'Oostakker. À la mort de sa mère, en 1894, il doit abandonner ses études pour pourvoir aux besoins de sa famille. Il travaille même comme forgeron.
Il part habiter à Gand, chez une sœur aînée. Il entre — comme ouvrier — successivement dans l'atelier du sculpteur gantois Van Biesbroeck (pour qui il exécute des statues de saints), dans l'atelier du sculpteur Matthias et enfin dans l'atelier du peintre De Pauw, chez qui il apprend la restauration de tableaux ainsi que le portrait. Ce séjour gantois est marqué par son adhésion au mouvement socialiste.
De 1900 à 1904, De Troyer fait son service militaire à Malines, ville où il s'inscrit aux cours du soir de l'académie des Beaux-Arts, dont le directeur est le peintre Willem Rogier. À Malines, il fait la rencontre de Rik Wouters et d'Alfred Ost, qui étudient, comme lui, à l'Académie,. Pendant deux années, il suit les cours de dessin industriel, puis les cours de dessin d'après le modèle habillé et d'après le modèle vivant, pour lesquels il obtient le premier prix. Parallèlement à ses études à l'académie, qu'il poursuit jusqu'en 1907, il pratique le métier de peintre ; il entre au service d'un peintre en bâtiment avant de devenir son propre patron. Il se marie, et pendant la longue maladie de sa femme (décédée en 1918), il entre en contact avec le médecin yougoslave Vladimir Spoejich, qui le forme spirituellement. Il lit le recueil Feuilles d'herbe de Walt Whitman et les traités philosophiques de Ralph Waldo Emerson. Installé à Malines, il fonde, avec Nante et Ernest Wynants, Camille Poupeye et Jan Buskens, le cercle artistique Van Onzen Tijd (De Notre Temps).
L'évolution picturale de De Troyer obéit à une logique interne qui le mène du réalisme à l'abstraction des années 1920. En 1914 a lieu, en la salle Aeolian à Bruxelles, sa première exposition. Thèmes et couleurs naturalistes démontrent l'influence prépondérante d'Eugène Laermans, ce que De Troyer avouera d'ailleurs lui-même, et de Jacob Smits, ce qu'il contestera. Il évolue ensuite vers le néo-impressionnisme.
Pendant la Première Guerre mondiale, il peint des toiles proches de l'esprit du fauvisme brabançon. Dans certains portraits de cette époque, on sent des réminiscences cézaniennes. Il devient membre d'un cercle d'artistes flamands, Doe Stil Voort (« Poursuis tranquillement ta route »), fondé sous l'égide du Conseil de Flandre à Bruxelles au printemps de 1917. Le nom de ce cercle, auquel Félix de Boeck et Victor Servranckx sont également affiliés, est emprunté à celui d'une société homonyme d'avant-guerre, créée à Bruxelles en 1903, rassemblant, entre autres, Willem Gijssels, Pol de Mont, Paul Gilson et August Vermeylen, et dissoute avant même le déclenchement de la Première Guerre mondiale. Cependant, il n'y a aucun autre lien entre ces deux groupes,. Toujours en 1917, De Troyer expose ses tableaux lors d'une seconde exposition dans la salle Aeolian.
De Troyer connaît le cercle anversois qui s'est constitué autour de Paul van Ostaijen, dont il peint le portrait en 1918. Il fréquente également les milieux artistiques bruxellois. Il assimile le fauvisme et le cubisme (1918-1919), il découvre le Manifeste du futurisme de Marinetti et entame une correspondance avec cet auteur. Dès lors, ses œuvres sont marquées par les théories de ce mouvement. C'est Marinetti qui veille à ce que les dessins de De Troyer figurent aux expositions futuristes à Florence. Avec Paul Joostens et, avant lui, Jules Schmalzigaug, il est l'un des rares artistes belges à avoir adhéré à ce mode d'expression. À partir de 1920, il évolue vers l'abstraction et adopte, vers 1921, l'« expression pure », qu'il applique à un nombre d'œuvres abstraites où sa vision se géométrise ; le suprématisme de Malevitch l'attire particulièrement.
En 1920, il réalise Le Signal, une œuvre conçue comme une sorte d'enseigne d'une revue qui ne verra jamais le jour, mais qui aurait dû être dirigée par Paul van Ostaijen et qui se voulait « l'organe du construit dans le nouvel art, c.à.d. du cubisme émancipé ». Le projet de ce périodique remonte au plus tôt à 1919 car, le 20 janvier 1920, De Troyer écrit à Marinetti : 
« En outre il y a lieu de croire que sous la direction d'un jeune poète de mérite anversois P. Van Ostaijen on va lancer "Het Sinjaal" - une revue d'extrême avant-garde. »
En 1920, De Troyer épouse Germaine De Wilde. Lors de la naissance de son premier enfant, il abandonne ses recherches picturales. En 1922, il retourne à la conception figurative. Avec des thèmes comme la mère, l'enfant, l'homme, le paysage et la religion, il évolue vers un expressionnisme très personnel et proche de la Nouvelle Objectivité, qu'il applique à une peinture puissante et monumentale, dont les formes sont simplifiées et les sujets empruntés à sa vie familiale et à la Bible.
De Troyer s'intéresse aussi au sport ; dans l'album 1904-1929 du club de football Racing Malines, son nom est cité parmi les jeunes membres devenus artistes connus.
Comme, entre autres, le galeriste, critique d'art et poète René Baert, le peintre surréaliste Marc Eemans, l'écrivaine Blanka Gyselen, le photographe Willy Kessels, le poète Wies Moens et l'écrivain Fernand Vercnocke, De Troyer fait partie du groupe artistique De Meivisch (Le Poisson de mai), fondé en 1943 par Bert Peleman. Bien que ce cercle, arborant la devise Der vaderen stroom getrouw (« Fidélité au fleuve des ancêtres »), soit subventionné par les autorités allemandes d'occupation, les artistes qui s'y sont affiliés se rencontrent autour de l'Escaut pour s'y occuper d'activités politiquement neutres ,, telles que peindre et chanter la beauté et la transcendance de la nature. Ils se consacrent à la mystique germanique d'un ordre nouveau et défendent un ordre esthétique à l'abri de toute impureté.

## Notoriété
Dans Quelques notes sur la situation artistique en Flandre, Paul van Ostaijen écrit (1925-1926) :
« Prosper de Troyer est fortement en progrès. Il a abandonné ses portraits décoratifs et clos sa série de Maternités pour s'attaquer à la composition. Il se pourrait bien que ses compositions constituent la révélation de l'année et que ce peintre courageux entre tous et dont l'émotivité paraît de plus en plus concentrique, ait trouvé, dans la mise en page hardie de sa nouvelle manière, l'entier épanouissement de sa personnalité.
Mais, en dehors de mon emballement personnel, je puis, de façon objective, constater, dans les limites de son œuvre même, le grand progrès qu'il vient de réaliser. »
Le 7 mai 1928, Michel Seuphor écrit sur lui en des termes élogieux dans Presse.
Le jugement de Frans Mertens, prononcé en 1943 dans une monographie sur De Troyer, semble assez à propos :
« Peut-être mieux que les peintres du groupe de Laethem, il a réussi à faire parler l'essentiel aussi puissamment que possible, sous une forme simplifiée, sans nuire aux aspects spirituel et matériel. »
Il expose ses œuvres, entre autres, à Amsterdam, à Belgrade, à Berlin, à Berne, à Budapest, à Florence, à Genève et à Paris.
Le 12 août 1958 est diffusée l'émission de télévision Ten huize van (À la maison de…) du N.I.R., où De Troyer est interviewé chez lui, à Malines, par Joos Florquin.
Des œuvres de cet artiste sont conservées, entre autres, dans les musées de Bruxelles, d'Anvers, de Gand, de Malines et d'Ostende.
En 2009, l'homme de radio et de télévision belge Mark Uytterhoeven donne les archives de Prosper de Troyer, son grand-père, aux Archives de la Ville de Malines,.

## Distinction
- Chevalier de l'ordre de Léopold (Belgique) le 23 avril 1926[26].

## Ressources

### Sources et bibliographie
- (nl) Cet article est partiellement ou en totalité issu de l’article de Wikipédia en néerlandais intitulé « Prosper De Troyer » (voir la liste des auteurs).
- Les autres sources de cet article sont mentionnées sous la rubrique « Références ».
- (nl) Albrecht De Poortere, Prosper de Troyer, Diest, Pro Arte, 1941, 79 p.
- (nl) Marcel Duchateau, Prosper de Troyer, Tielt, Lannoo, 1980 (ISBN 90-2090-880-4), 133 p.
- (nl) Franz Mertens, Prosper de Troyer, Anvers, N.V. Standaard, 1943, 31 p.
- (nl) Denijs Peeters, Prosper de Troyer, Anvers, Artistenfonds, Rockoxhuis, 1959, 80 p.
- (nl) Retrospectieve Tentoonstelling Prosper de Troyer : Provinciaal begijnhof, van 8 november tot 7 december [1969] [ catalogue de l'exposition rétrospective au Béguinage provincial de Hasselt ], Hasselt, Culturele Dienst van de Provincie Limburg, 1969, 20 p.
- (nl) Walter Volkaert, Prosper de Troyer [catalogue d'exposition rétrospective], Malines, Kultureel Centrum, 1961.